# República de los hebreos

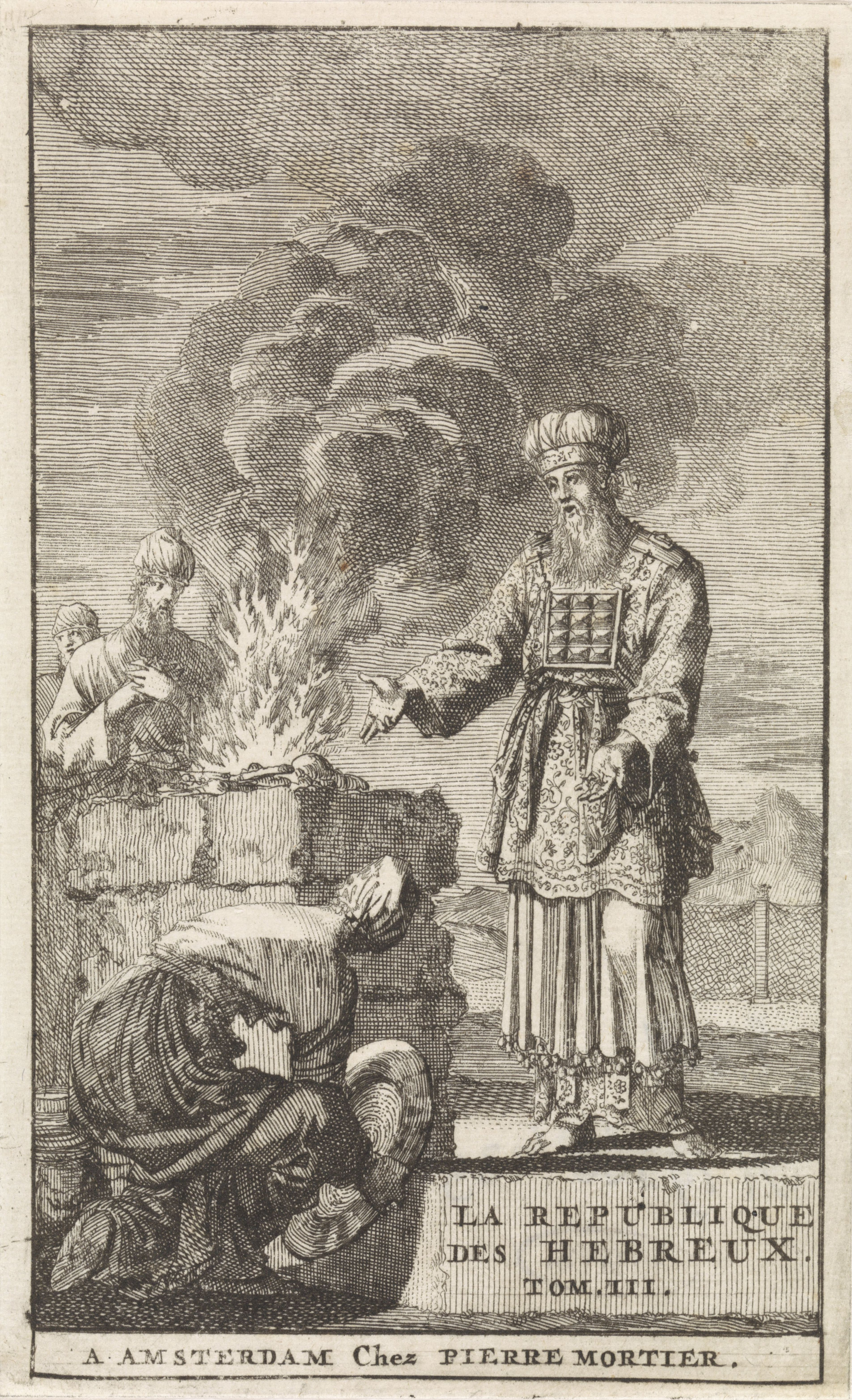
Petrus Cunaeus. La republique des Hebreux, Amsterdam: Pieter Mortier, 1705.

La república de los hebreos, también referida como “Republica Hebraeorum”, o “Respublica Hebraeorum”,  es un concepto de inicios de la modernidad dentro del campo de la teoría política según el cual, los eruditos cristianos consideraron que la biblia hebrea era una constitución política que describiría un gobierno republicano perfecto ideado por Dios para los hijos de Israel.
En 1582 el humanista italiano Carolus Sigonius publicó un texto titulado De Republica Hebraeorum ('Sobre la república de los hebreos'). Utilizó la misma estructura que tenía el manual De Republica Athenensium ('Sobre la república de los atenienses') escrito por él mismo. La cuestión de la estructura política del antiguo Israel ya había sido abordada anteriormente pero Sigonius fue el primero en adoptar un enfoque sistemático. Sin embargo, él no conocía la lengua hebrea y tuvo que basarse en la traducción griega de la septuaginta, lo cual trajo no pocos problemas.
Entre las obras más notables del género se encuentran “De Republica Hebraeorum” de Petrus Cunaeus y "The Hebrew Republic" de Eric Nelson. Uno de los católicos que contribuyó al género de la republica hebraeorum fue el jesuita Giovanni Stefano Menochio, que publicó su propio De republica Hebraeorum en 1648.

## Otras lecturas
- Fania Oz-Salzberger (2002). «The Jewish Roots of Western Freedom». Azure 13: 88-132. Archivado desde el original el 10 de septiembre de 2004.
- Lea Campos Boralevi, Classical Foundational Myths of European Republicanism: The Jewish Commonwealth, in Martin van Gelderen and Quentin Skinner, Republicanism: A Shared European Heritage, Cambridge University Press, 2002, p. 258.
- François Laplanche (2008). «Christian Erudition in the Sixteenth and Seventeenth Centuries and the Hebrew State». Hebraic Political Studies 3 (1): 6-7, 10, 12, 16-18. Archivado desde el original el 26 de febrero de 2019.

- Datos: Q5695929